# Dornstein

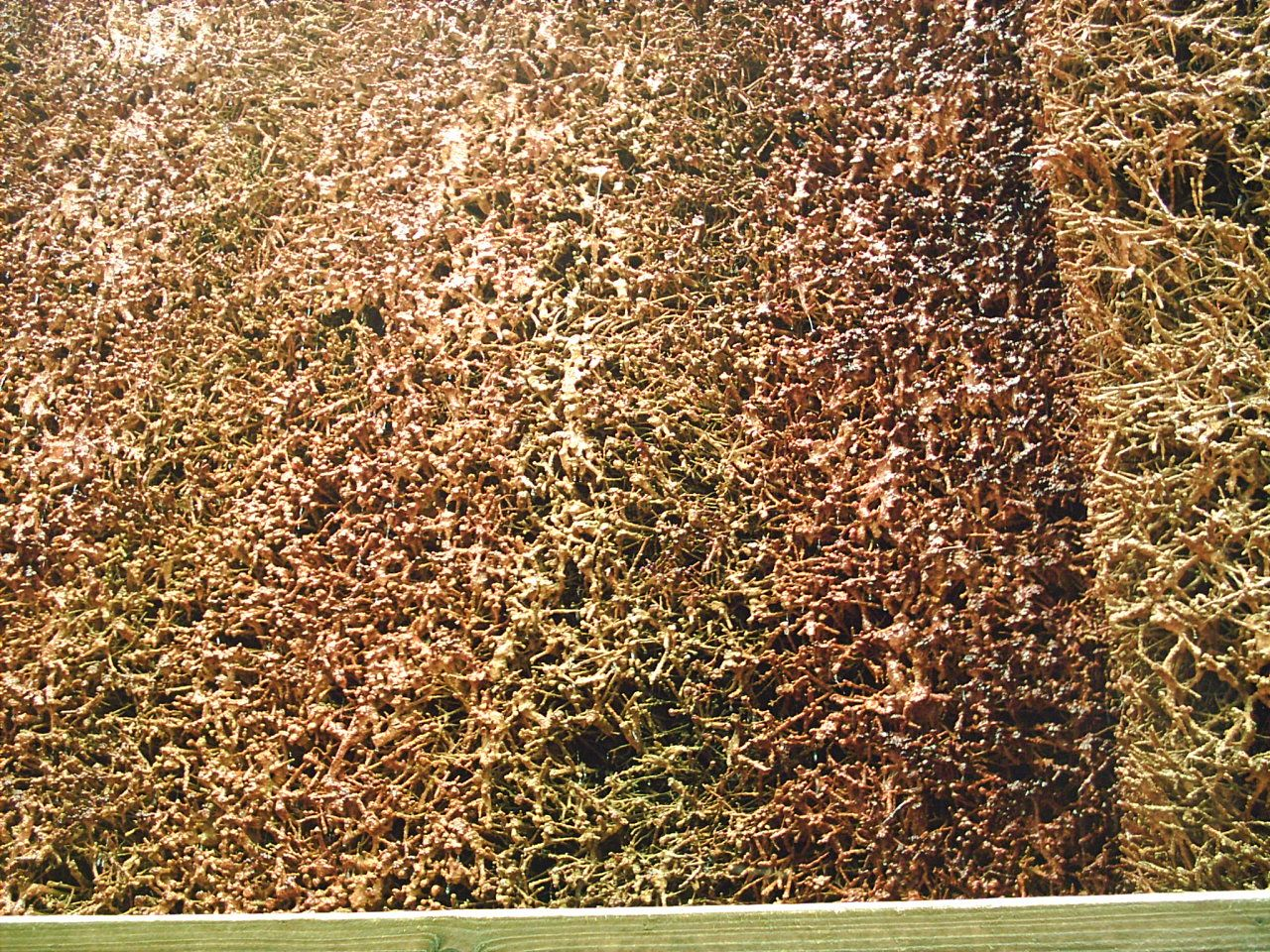
Detailansicht von Schwarzdornbündeln (Dorngradierung)

Als Dornstein (im Volksmund „Salinenstein“ genannt) bezeichnet man die graubraunen, grauen bis braunen Krusten an Dornzweigen von Gradierwerken. Die sogenannten Dornwände der Rieselpackungen sind mit Dornzweigen des Schwarzdorns (Prunus spinosa, Schlehdorn) gefüllt.
Dabei scheiden sich meistens die schwerlöslichen Carbonate des Calciums (Kalk), Magnesiums (Dolomit) und Calciumsulfat (Gips) sowie die farbgebenden Carbonate des Eisens und Mangans ab.